# 農地開発機械公団
農地開発機械公団（のうちかいはつきかいこうだん）は、かつて存在した特殊法人。1955年、農地開発機械公団法により設立された。農業経営の合理化と農業生産力の発展に資するため、国際復興開発銀行等から資金の融通を受け、農用地（農地及び採草放牧地）の造成及び改良の事業の用に供する高能率の機械等を保有して、これを国、地方公共団体その他当該事業を行う者に貸し付けること等を目的としていた。
1974年6月15日、農用地開発公団法により解散。一切の権利及び義務を農用地開発公団（現：国立研究開発法人森林研究・整備機構森林整備センター）が承継した。

## 概要

### 業務
公団は、業務の方法につき農林大臣の認可をうけたうえで、以下の業務をおこなった。
- 農用地の造成又は改良の事業を行う者に対する、当該事業の用に供する機械及び器具（これらの附属品及び部品を含む。）の貸付け
- 委託を受けての農用地の造成又は改良の工事
- 地方公共団体に対する、輸入に係る乳牛の売渡
- 以下の事業の用に供する草地にかかる、委託を受けての造成又は改良の工事

1. 農事組合法人若しくは農業及びこれに附帯する事業のみを行なうその他の法人で農民が主たる構成員であるものがおこなう、乳牛若しくは肉用牛の飼養の事業
2. 地方公共団体、農業協同組合若しくは農業協同組合連合会がおこなう、乳牛若しくは肉用牛の育成の事業

- 前号の規定による造成又は改良の工事に係る草地とあわせて、同号の飼養の事業又は育成の事業の用に供する畜舎その他の農業用施設の造成及び売渡しを行なうこと。
- 前号の規定による売渡しとあわせて、第三号の飼養の事業に係る乳牛若しくは肉用牛又は同号の飼養の事業若しくは育成の事業の用に供する機械等の売渡しを行なうこと。

### 財務及び会計
公団は事業年度毎に農林大臣から、予算等の認可、財務諸表の承認をうけた。一方、農地開発機械公団債券の発行のほか、国際復興開発銀行から長期借入金を、政府又は国際復興開発銀行以外の金融機関からは大臣の認可をうけて長期借入金又は短期借入金をおこなった。政府からは長期又は短期の資金の貸付や債券引受のほか、一定の範囲の債務保証がなされた。